# Sœurs de la Fraternité Saint-Pie-X
 (septembre 2015).
Si vous disposez d'ouvrages ou d'articles de référence ou si vous connaissez des sites web de qualité traitant du thème abordé ici, merci de compléter l'article en donnant les références utiles à sa vérifiabilité et en les liant à la section « Notes et références ».
La congrégation des Sœurs de la Fraternité Saint-Pie-X est un institut religieux qui allie la vie active à la vie contemplative.

## Histoire

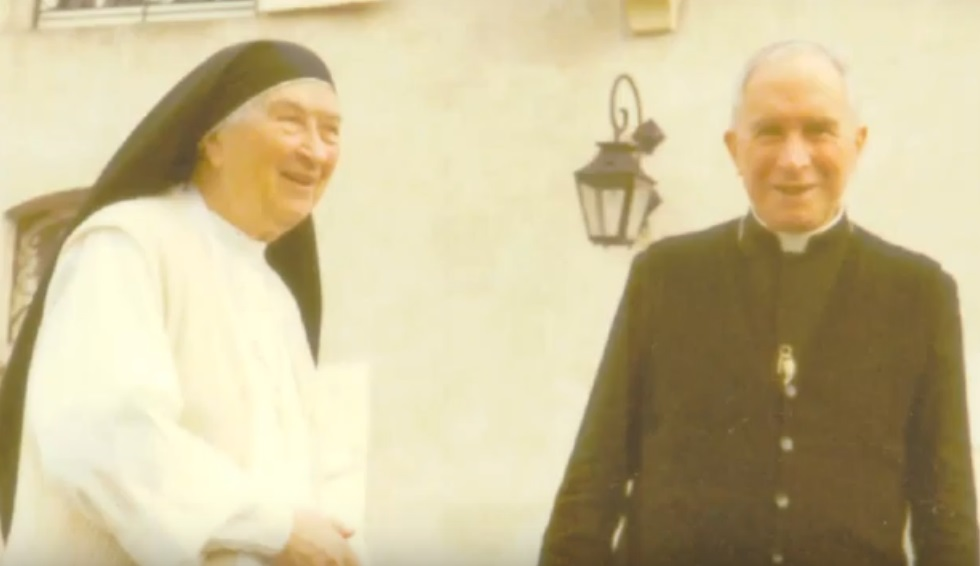
Mère Marie-Gabriel et Marcel Lefebvre

Marcel Lefebvre souhaitait que des religieuses aident et soutiennent par leurs prières et par leurs œuvres l’apostolat des prêtres de la Fraternité sacerdotale Saint-Pie-X. Il fit appel à sa sœur, mère Marie-Gabriel (née Bernadette Lefebvre), religieuse missionnaire du Saint-Esprit comme lui, pour le seconder dans l’accomplissement de cette œuvre. Avec l’autorisation de ses supérieures, mère Marie Gabriel commença en 1973 la formation d’aspirantes à la vie religieuse, tandis que Lefebvre rédigeait les constitutions de la nouvelle congrégation. Le 22 septembre 1974 eut lieu la première prise d’habit, marquant le jour de la naissance de la congrégation des Sœurs de la Fraternité Saint-Pie-X.
Pie X et la Vierge Marie, sous le vocable de Notre-Dame de Compassion, ont été choisis en tant que saints patrons de la congrégation.
Le lundi 9 avril 2018, à l'issue du chapitre général se tenant à l'abbaye de Saint-Cyran-en-Brenne à Saint-Michel-en-Brenne, mère Marie-Jean fut élue supérieure générale ; succédant ainsi à mère Marie-Augustin de Poulpiquet (supérieure générale de 2006 à 2018) et à mère Marie-Jude (1984 à 2006). Au cours du même chapitre, furent élues assistantes générales les sœurs Thérèse-Marie Trutt et Marie-Claire Wuilloud.

## Organisation
La congrégation, dont le supérieur ecclésiastique est Alfonso de Galarreta, un des trois évêques de la congrégation, se compose d'environ 190 sœurs professes et une vingtaine de novices. Dans le monde, les sœurs disposent de vingt-huit maisons et de quatre noviciats (Ruffec, Göffingen, Browerville et Pilar).
La maison-mère est située dans l’Indre, à Saint-Michel-en-Brenne.

## Buts et missions
Peuvent être résumés ainsi :
- Les sœurs déchargent les prêtres des soucis matériels, les rendant plus disponibles pour accomplir leur ministère. Elles s’occupent aussi d'un apostolat varié et de tout ce qui se rapporte à la célébration de la messe : chant grégorien, sacristie, confection des ornements et du linge d’autel. Présentes dans plusieurs prieurés, séminaires ou maisons de retraites, les Sœurs allient aux fonctions matérielles le soutien de leurs prières.
- Elles complètent aussi l’apostolat des prêtres dans les paroisses et les missions par : 
  - l’enseignement du catéchisme (notamment par correspondance[3]) ;
  - la préparation aux sacrements ;
  - l’enseignement dans des écoles primaires ;
  - la formation aux vertus chrétiennes par le moyen de camps d’été, comme ceux de la Croisade eucharistique, ou de camps pour jeunes filles afin de les initier aux activités domestiques (Camp Ste Anne) ;
  - l’encadrement de jeunes filles lors de pèlerinages importants comme celui de Chartres-Paris, organisé par Pèlerinages de Tradition[4] ;
  - les visites de malades et de personnes âgées…
- Elles sont également présentes dans des missions, comme au Gabon et en République Dominicaine. Elles s’occupent particulièrement des enfants et des jeunes filles par le biais des écoles, des associations mariales, des camps d’été, des récollections et activités diverses (patronages, chorale…).